# Jun’ichi Kogawa
Jun’ichi Kogawa (jap. 古川 純一 Kogawa Jun’ichi; ur. 12 lutego 1972 w Kanagi) – japoński narciarz klasyczny, specjalista kombinacji norweskiej.

## Kariera
W Pucharze Świata Jun’ichi Kogawa zadebiutował 5 grudnia 1992 roku w Vuokatti, zajmując 13. miejsce w zawodach metodą Gundersena. Tym samym już w swoim debiucie zdobył pucharowe punkty. W klasyfikacji generalnej sezonu 1992/1993 zajął ostatecznie 13. pozycję. Był to najlepszy wynik w klasyfikacji generalnej Japończyka w historii jego startów w Pucharze Świata. Wtedy też po raz pierwszy i zarazem ostatni w karierze stanął na podium zawodów pucharowych, zajmując trzecie miejsce w Gundersenie 12 marca 1993 roku w Oslo. Kogawa pojawiał się także w zawodach Pucharu Świata B, ale nigdy nie stanął na podium. Najlepiej w zawodach tego cyklu wypadł w sezonie 1997/1998, który ukończył na 21. pozycji.
Pierwszą imprezą seniorską w jego karierze były Igrzyska Olimpijskie w Lillehammer w 1994 roku, gdzie w zawodach indywidualnych był dziewiętnasty. Cztery lata później brał udział w Igrzyskach Olimpijskich w Nagano, gdzie w konkursie metodą Gundersena zajął 23. miejsce. W 1998 roku postanowił zakończyć karierę.

## Osiągnięcia

### Igrzyska Olimpijskie
| Miejsce | Dzień     | Rok  | Miejscowość | Konkurencja          | Wynik zwycięzcy | Strata      | Zwycięzca           |
| ------- | --------- | ---- | ----------- | -------------------- | --------------- | ----------- | ------------------- |
| 19.     | 19 lutego | 1994 | Lillehammer | Gundersen K-90/15 km | 39:07.9 min     | +6:25.9 min | Fred Børre Lundberg |
| 23.     | 14 lutego | 1998 | Nagano      | Gundersen K-90/15 km | 41:21.1 min     | +4:15.7 min | Bjarte Engen Vik    |

### Puchar Świata

#### Miejsca w klasyfikacji generalnej
- sezon 1992/1993: 13.
- sezon 1993/1994: 22.
- sezon 1994/1995: 26.

#### Miejsca na podium chronologicznie
| Nr | Data          | Miejscowość | Konkurencja          | Wynik zwycięzcy | Pozycja | Strata | Zwycięzca     |
| -- | ------------- | ----------- | -------------------- | --------------- | ------- | ------ | ------------- |
| 1. | 12 marca 1993 | Oslo        | Gundersen K115/15 km | ?               | 3.      | ?      | Takanori Kōno |

### Puchar Kontynentalny

#### Miejsca w klasyfikacji generalnej
- sezon 1995/1996: 51.
- sezon 1996/1997: 63.
- sezon 1997/1998: 21.

#### Miejsca na podium chronologicznie
Kogawa nigdy nie stał na podium indywidualnych zawodów Pucharu Kontynentalnego.